# ایلدوس
ایلدوس (انگلیسی: Ildus) یک شهرک در شهرستان دیورتیورلینسکی در استان باشقیرستان کشور روسیه است.